# Lucena del Puerto
Lucena del Puerto is een gemeente in de Spaanse provincie Huelva in de regio Andalusië met een oppervlakte van 69 km². In 2007 telde Lucena del Puerto 2624 inwoners.